# Древни села в Северна Сирия
Античните селища в Северна Сирия (на английски: Ancient Villages of Northern Syria – Древни села в Северна Сирия), наричани още Мъртви градове или Забравени градове, са група от 700 изоставени селища в северозападната част на Сирия. Включени са в списъка на световното наследство на ЮНЕСКО през 2011 г.
Около 40 селища са групирани в 8 археологически парка. Разположени са на територията на мухафазите Халеб и Идлиб.
Намират се в район от възвишения, богат на варовик, познат като Варовиковия масив. Съдържат многобройни останки от архитектурата на прехода от късната античност към раннохристиянския византийски период. Руините обхващат площ от 20 – 40 км ширина и 140 км дължина и са обособени в 3 групи – съответно в 3-те дяла на Варовиковия масив:
- северна (в северозападната част на мухафаза Халеб) по Кюрдските планини и Симеоновата планина (с храма на Симеон Стълпник);
- централна (в северната част на мухафаза Идлиб) по планината Харим, и
- южна група (в южната част на мухафаза Идлиб) по планината Зауия.

Селищата са издигнати в периода от 1 до 7 век и са изоставени през 8 – 10 век вследствие от арабско-ислямските завоевания. Разположени по главните търговски пътища във Византийската империя, те са изключително процъфтяващи през античността. Когато северната територия на някогашната Древна Сирия и сирохетските царства е овладяна от арабите, тези маршрути се променят и селищата губят предходното си търговско и стопанско значение. Това принуждава заселниците им да търсят други места за пребиваване и препитание – развитите по онова време арабски центрове и градове на Омаядите.
Руините на античните селища са много добре запазени, показвайки автентичния вид на епохата, когато са били строени и обитавани. По местата им продължават археологическите разкопки и възстановителни дейности въпреки гражданската война в Сирия от 2011 – 2012 г. Някои от селищата са труднодостъпни, но за сметка на това по-добре опазили се във времето и консервирали се до 21 век, като в тях могат да се видят късноантични и ранносредновековни постройки, езически храмове, църкви, цистерни, бани, къщи и дори преси за вино.

## Панорама
- Антични селища в Северна Сирия
- Раннохристиянска византийска базилика
- Селищата на картата на Сирия